# BMW C1

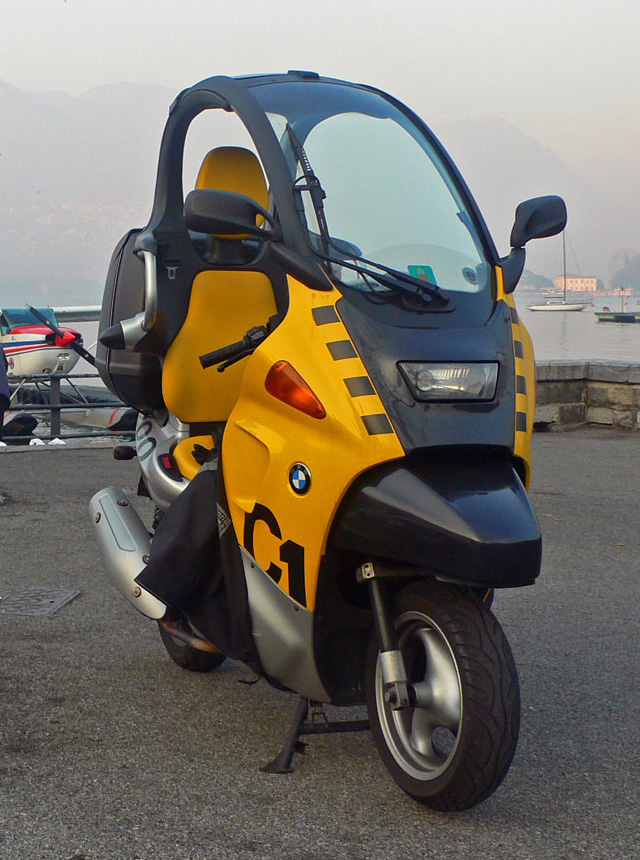
BMW C1

BMW C1 är en motorcykel av skotertyp från BMW som utmärker sig genom ett skyddande tak över föraren. Modellen presenterades som koncept 1992 och gick senare i serieproduktion. Den tillverkades av Bertone i Turin och motorn tillverkades av Rotax. Produktionen lades ner 2003. 

## Historia
C1 presenterades 1992 på IMFA-utställningen i Köln, Tyskland. Den marknadsfördes med följande slogan: "For the first time in a modern motor vehicle, the C1 combines the advantages of two-wheeled motorized transportation with the strengths of the automobile." Många europeiska städer är fyllda med pendlare som åker bilar samt motorcyklar. Idén BMW hade med C1 var att försöka intressera de pendlande bilåkarna med en lättkörd skoter, men med fördelarna med en bils väderskydd och säkerhetsutrustning. 
BMW försökte lägga fokus på säkerhet med en utvecklad passiv säkerhet med säkerhetsbur och säkerhetsbälte. C1 testades även i ett flertal krocktester. Säkerheten ansågs inte ligga långt ifrån en kompaktbil vid en frontalkrock. BMW ansåg att C1 var så säker att hjälm inte skulle behövas. Frankrikes, Israels, Italiens, Spaniens och Tysklands myndigheter tillät förare av C1 att framföra fordonet utan hjälm, med bältestvång. Storbritanniens och Sveriges myndigheter tillät dock inte förare att framföra C1 utan hjälm, däremot fanns det inget krav på att bältet behövdes användas. 
BMW sålde 10 614 C1:or år 2001, försäljningen sjönk kraftigt år 2002 till endast 2 000 och BMW upphörde med produktionen i oktober 2002.
Den såldes aldrig i USA.

## BMW-klubbar

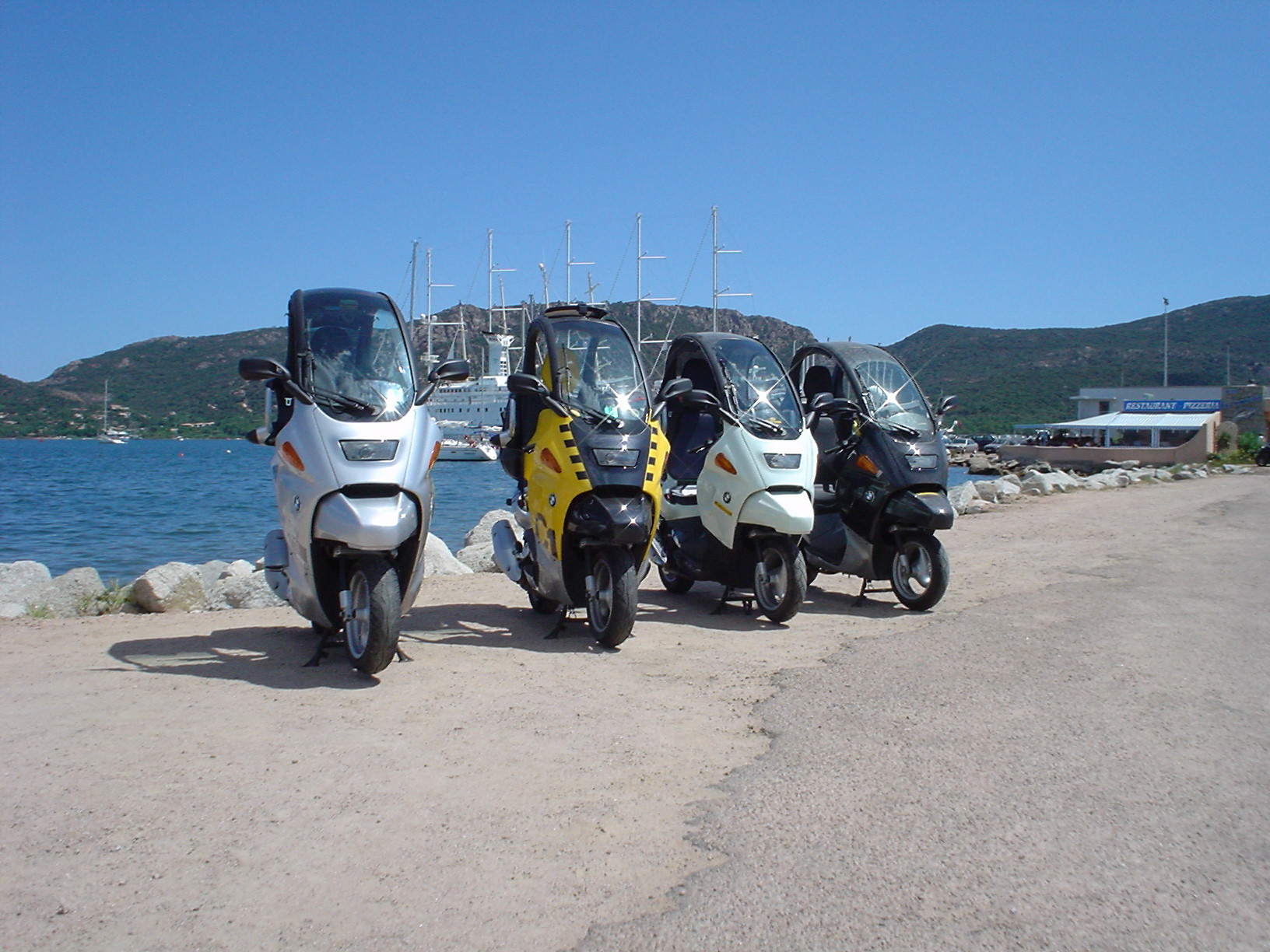
C1 200 "Executive", C1 200 "Family Friend", C1 125 base, C1 125 "Executive"

- UK C1 Club
- C1 Club (Italia)
- C1 Forum (Deutschland)